# Phare extérieur du brise-lames sud de Duluth
Le phare extérieur du brise-lames sud de Duluth (en anglais : Duluth South Breakwater Outer Light), est un phare du lac Supérieur situé à l'extrémité nord du brise-lames sud du Duluth Ship Canal (en) à Duluth, dans le comté de St. Louis, Minnesota. Il forme une paire de feu d'alignement avec le phare intérieur du brise-lames sud de Duluth.
Ce phare est inscrit au Registre national des lieux historiques depuis le 7 juin 2016 sous le n° 16000341.

## Historique
La construction initiale de ce feu a été faite en 1870, avec l'intention de construire une structure à l'extrémité des quais du Northern Pacific Railroad. Les dommages de tempête, cependant, ont retardé la construction jusqu'en 1872, date à laquelle le canal avait été creusé. Une tour pyramidale en bois a été érigée, initialement équipée d'une lentille de Fresnel du cinquième ordre de Barbier & Fenestre. Une habitation pour le gardien principal a été construite à proximité, les assistants devant chercher un logement ailleurs dans la ville. Ce phare a été mis en service en 1874.
La zone est notoirement brumeuse, et une cloche automatisée prise du phare de l'île du Sud (la première d'une longue série de signaux de brouillard) - a été installée en 1880. Elle a été remplacée par une paire de sifflets à vapeur en 1885, logé dans un abri nouvellement construit sur le brise-lames. Le bruit de ces sifflets a provoqué des plaintes des résidents de la ville car le fonctionnement du signal de brouillard était en moyenne de 472 heures par an pendant les dix premières années de fonctionnement. En 1895, les sifflets ont sonné pendant 1.048 heures, soit en moyenne plus de quatre heures par jour au cours de la saison de huit mois.
En 1886, l'objectif a été amélioré, et la caractéristique est passée d'un flash rouge et blanc à un signal rouge fixe.
Un projet d'amélioration des installations portuaires de 1896 a abouti à la reconstruction des côtés du canal maritime de Duluth, le fixant entre les deux quais en béton, a entraîné le remplacement de cette tour et de la maison des signaux de brume par un seul phare en brique contenant les deux installations. Cette maison en brique a été achevée en 1901, et la nouvelle tour a été mis en service le 1er septembre de la même année. Cette tour se tenait sur le coin sud-est du bâtiment rectangulaire et abritait la lentille provenant de la vieille lumière. Les sifflets de brouillard et leur réflecteur ont également été déplacés de l'ancienne structure vers la nouvelle. Ces derniers ont été remplacés en 1915 par des sifflets de locomotive, et en 1921 par des diaphones, déclenchant une nouvelle série de plaintes de bruit, ce qui a conduit à l'installation d'un nouveau réflecteur sonore. Les diaphones ont été remplacés en 1968 par un klaxon électronique, mais en 1976, un groupe se faisant appeler TOOT (pour "reTurn Our Old Tone") a commencé une campagne pour rétablir le signal de brume. Des klaxons du phare de Kewaunee ont été obtenus, et en 1995, les diaphones ont été remis en service, provoquant, bien sûr, une nouvelle série de plaintes de bruit, ce qui a conduit à restreindre le signal à l'exploitation diurne. Le signal nécessitait une alimentation en courant triphasé pour fonctionner, et lorsque cela a échoué en 2005, la Garde côtière a refusé de payer les réparations et le signal a été démantelé l'année suivante. Le feu, cependant, continue de fonctionner, affichant un feu vert fixe.
Le phare a été inscrit au registre national des lieux historiques en 2016 pour son importance locale dans les thèmes de l'ingénierie, de l'histoire maritime et du transport. Il a été nommé pour son association avec les efforts fédéraux pour établir des aides à la navigation à l'échelle nationale, et pour être caractéristique des feux de brise-lames du port du début du 20e siècle construits autour des Grands Lacs.

## Description
Le phare est une tour carrée en brique de 10,5 m de haut, avec une galerie et une lantern, montée sur un bâtiment de signalisation de brouillard en brique. Le phare est blanc et les toits sont rouges.
Il émet, à une hauteur focale de 13 m, une lumière verte continue. Sa portée est de 13 milles nautiques (environ 24 km). Il est équipé d'une corne de brume émettant deux souffles de 3 secondes par minute, du premier avril au premier décembre.
Identifiant : ARLHS : USA-237 ; USCG :  7-15845 .

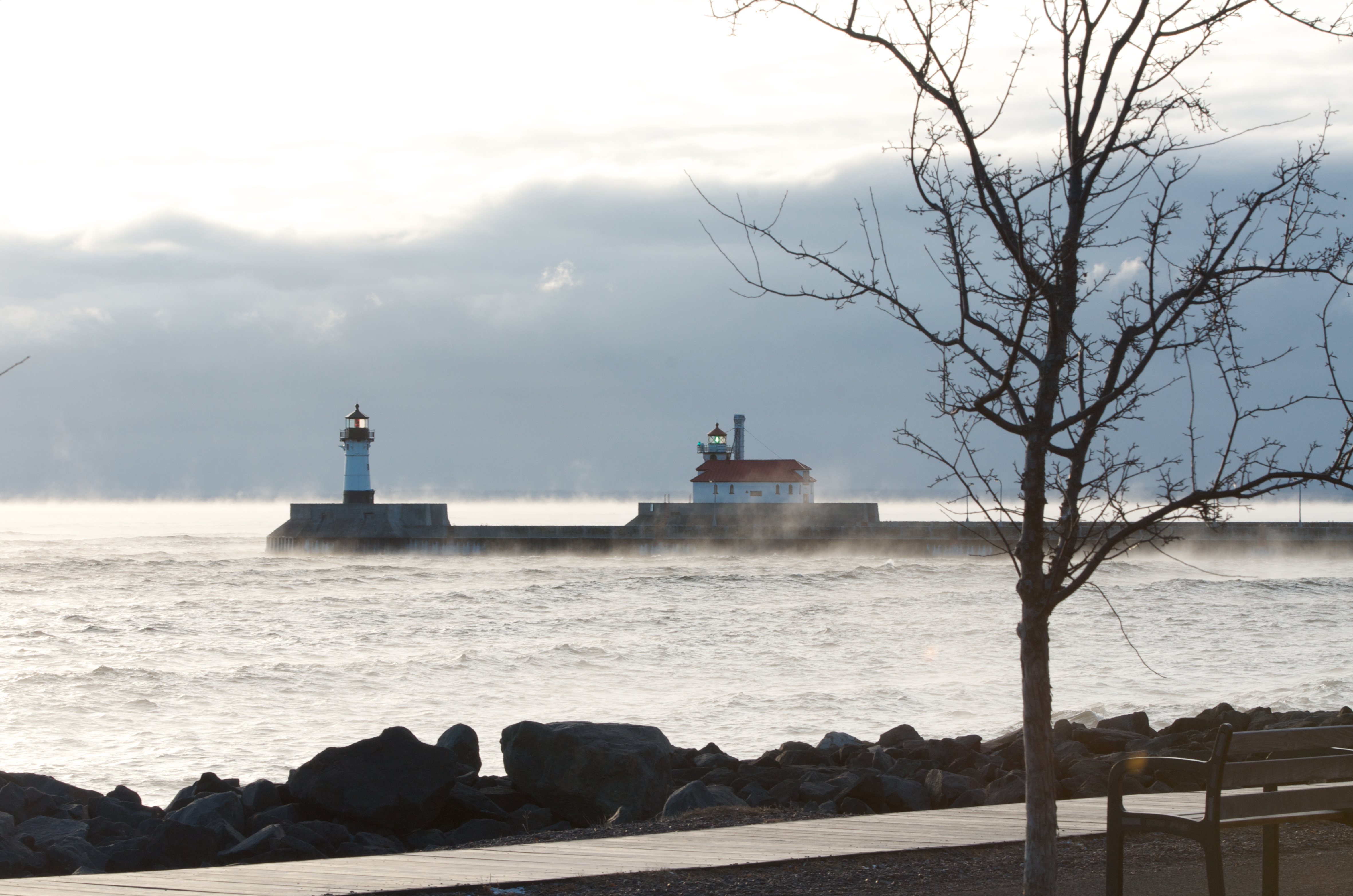
L'entrée du Duluth Ship Canal.
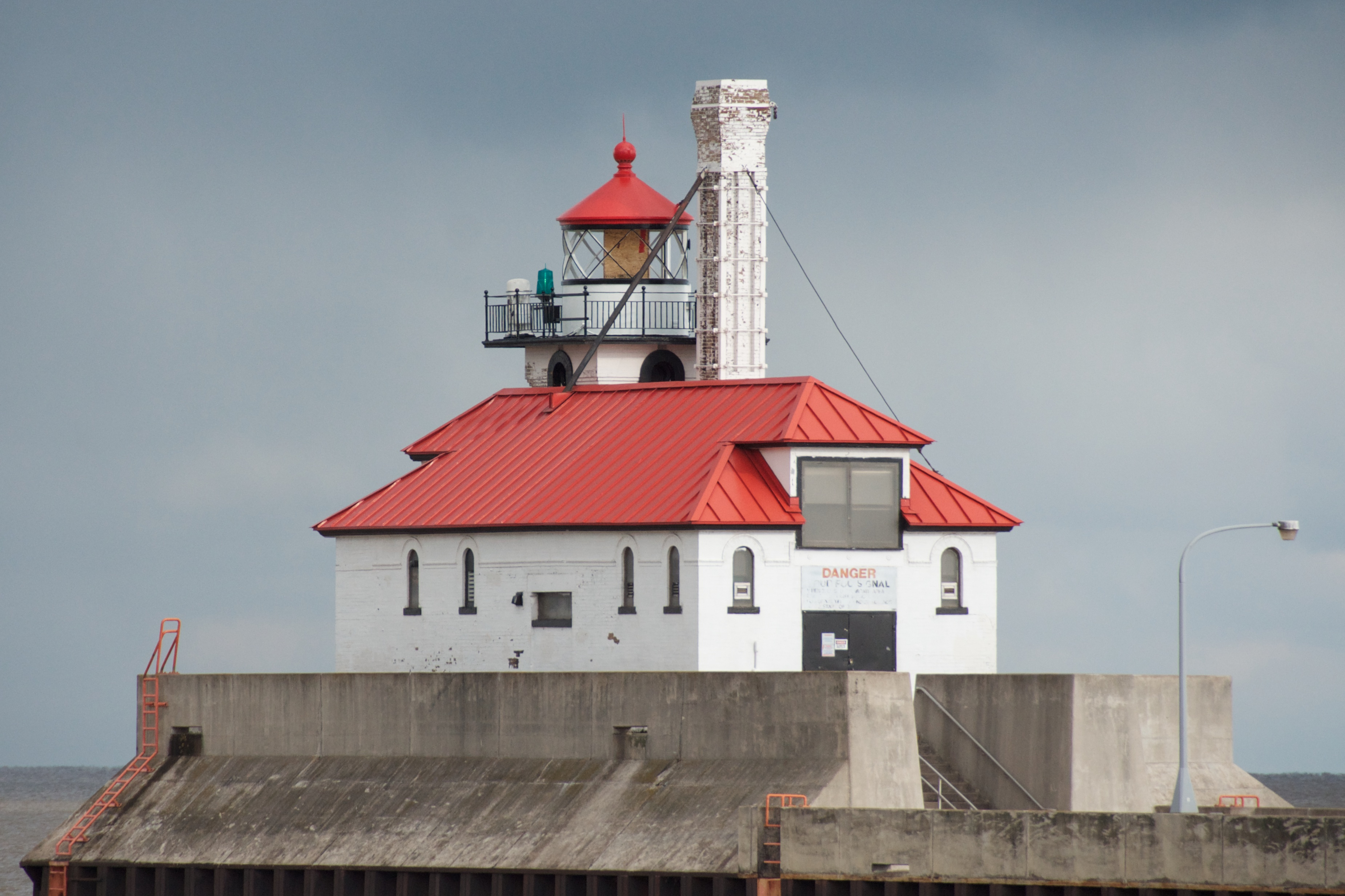
Le phare.
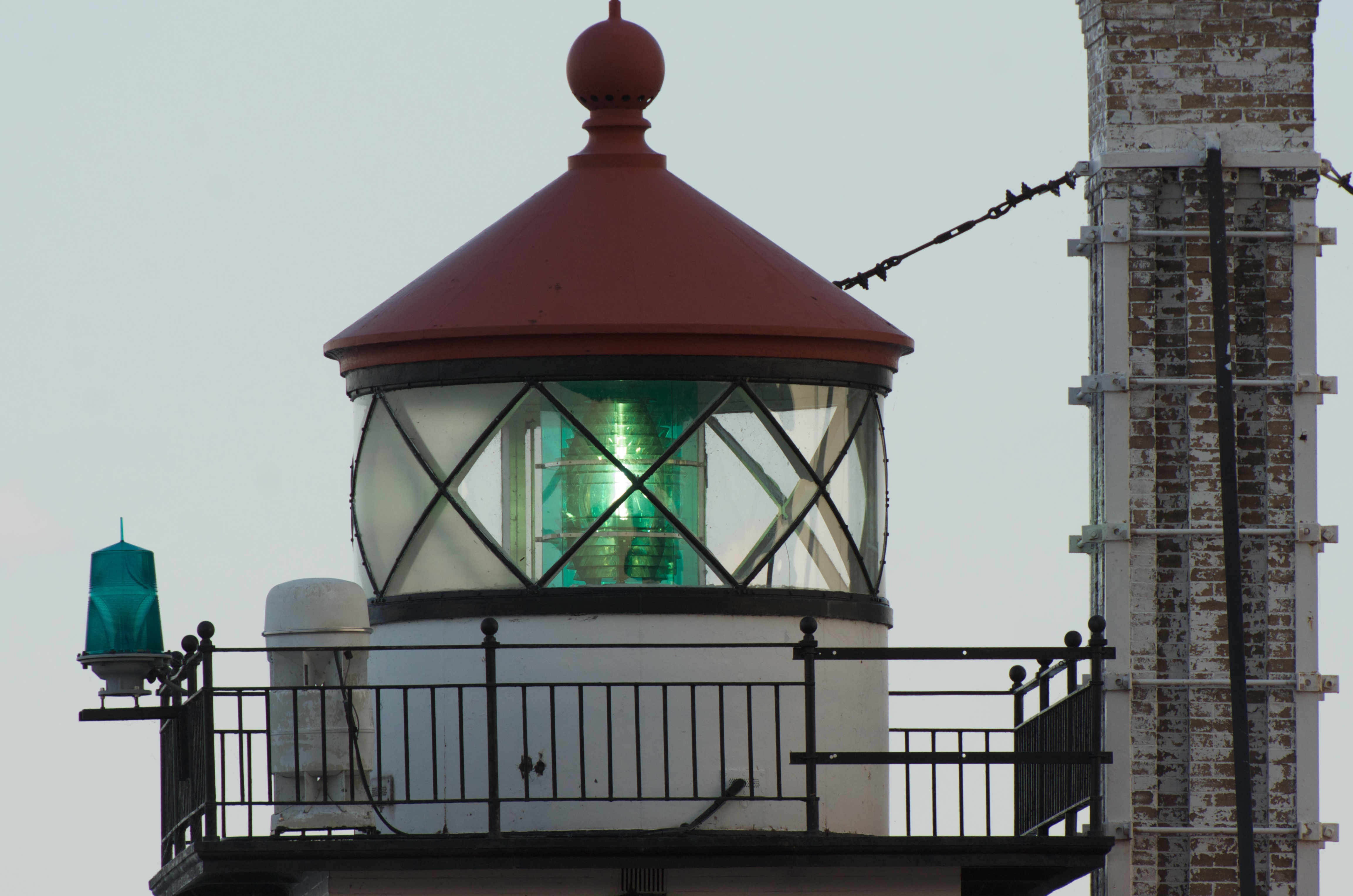
La lanterne.

### Lien connexe
- Liste des phares au Minnesota